# 収益還元法
収益還元法（しゅうえきかんげんほう）とは不動産価格の評価方法の一つ。不動産の収益性に着目して、その不動産から将来得られるべき価値を現在価値に割引して評価する。
さらに直接還元法とDCF法に分けられる。
直接還元法は、1期間の純収益を還元利回りで還元して価格を求めるものである。
DCF法は、連続する複数の期間の純収益（家賃等）と復帰価格（将来の転売価格等）を現在価値に割引し、合計して価格を求めるものである。手法は緻密であるが将来の収入・支出の額・時期や復帰価格を予測する精度が評価額に大きく反映されるので、予測の精度を上げることや予測の根拠が重要である。
- 監修日本不動産鑑定協会 編著 調査研究委員会鑑定評価理論研究会『新・要説不動産鑑定評価基準』 住宅新報社 2010年 ISBN 9784789232296